# Nihat Erim

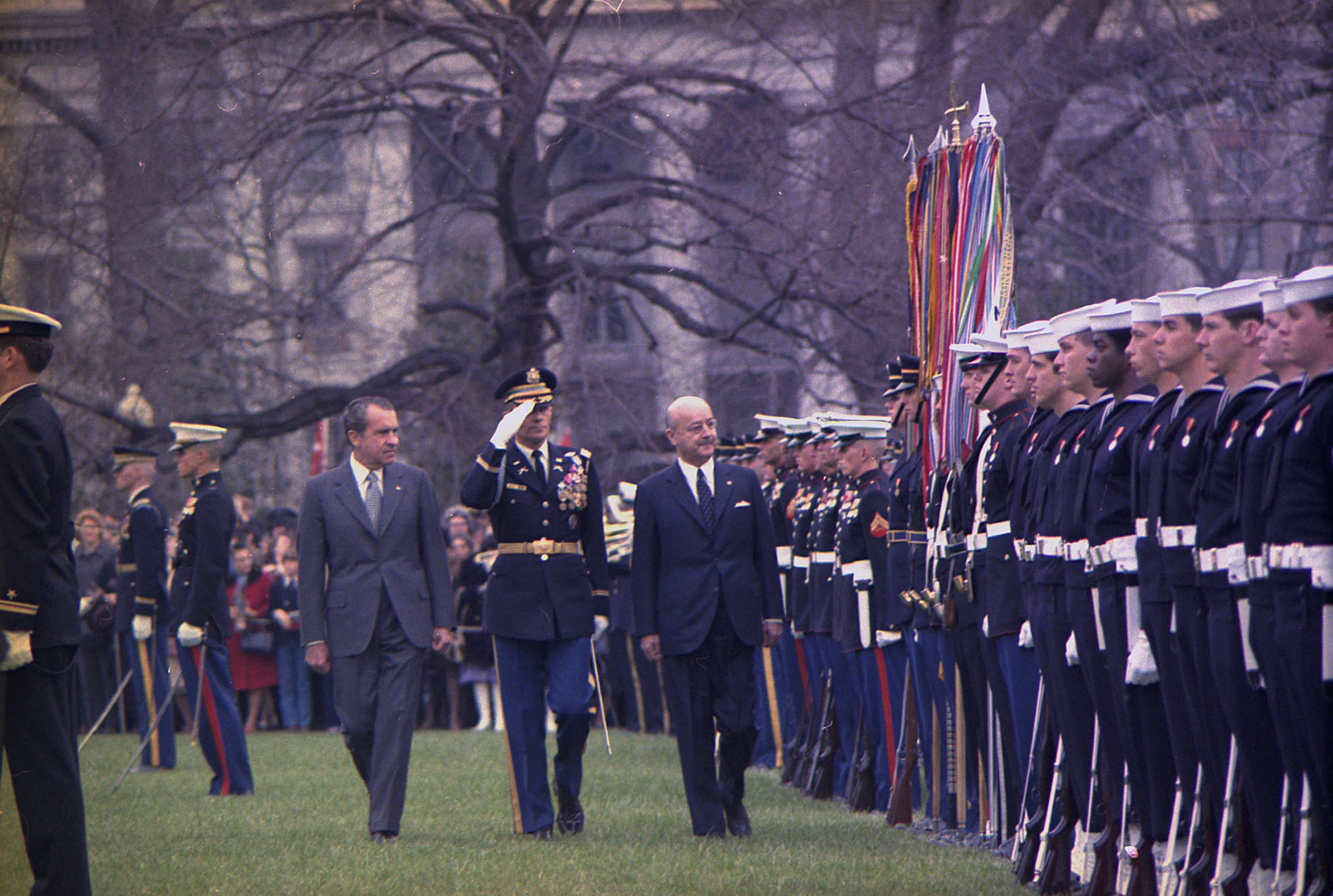
Nihat Erim e Richard Nixon (1972)

İsmail Nihat Erim (1912 – Kartal, 19 de julho de 1980) foi Primeiro-Ministro da Turquia de 1971 a 1972. Graduado em Direito no ano de 1936, fez doutorado em Paris concluído em 1939. Foi assassinado em 19 de Julho de 1980 em Istambul.

## Vida
Erim se formou no Colégio Galatasaray. Ele se formou em Direito pela Universidade de Istambul. Ele escreveu sua tese de doutorado em direito em Paris. Em 1939, ele se tornou um docente e ensinou direito constitucional na Universidade de Ankara. Em 1941 foi nomeado professor titular. De 1945 a 1950, ele foi membro da Grande Assembleia Nacional Turca pelo Partido do Povo Republicano (PPR). Depois de 1946, Erim tornou-se ministro e, posteriormente, vice-primeiro-ministro. Depois de 1950, ele foi editor-chefe do jornal do partido Ulus. Em 1961, ele voltou ao parlamento e tornou-se primeiro-ministro após o golpe militar de 1971. Para fazer isso, ele teve que deixar o PPR. Seus dois governos até 1972 duraram cerca de um ano e meio. Esta época marcou o início de uma era crítica na história da Turquia que duraria muito tempo. Foi membro do Senado até 1977.
Durante o seu governo, uma contribuição significativa que deu para a política turca foi formar um ministério da cultura (hoje na forma de Ministério da Cultura e Turismo), que era até então um mero departamento do Ministério da Educação. Ele nomeou Talat Halman, escritor-jornalista, como o ministro para este cargo recém-formado. A proibição de seu governo da colheita da papoula do ópio em junho de 1971 sob pressão dos Estados Unidos gerou polêmica. Uma mudança na constituição trouxe consigo uma caça às bruxas para os esquerdistas, atingindo seu ápice após o sequestro e assassinato do embaixador israelense Efraim Elrom em maio de 1971. Uma das ações mais ousadas tomadas durante o primeiro ministério de Erim foi o fechamento do Partido dos Trabalhadores da Turquia  (turco: Türkiye İşçi Partisi, TİP).

Nihat Erim foi morto a tiros em 19 de julho de 1980 em Istambul por membros do Devrimci Sol (foi uma organização militante marxista - socialista que existia desde 1978 e se originou na Turquia).